# Autostrada A4 (Holandia)
Autostrada A4 (nl. Rijksweg 4) - autostrada w Holandii, składa się z dwóch odcinków. Ciągnie się od Amsterdamu do granicy belgijskiej, gdzie łączy się z Belgijską autostradą A12.

## Trasy europejskie
Śladem A4 na różnych odcinkach biegną 3 trasy europejskie:
| Trasa europejska | Odcinek                                                         |
| ---------------- | --------------------------------------------------------------- |
| E19              | Knooppunt De Nieuwe Meer (A4/A10) – Knooppunt Ypenburg (A4/A13) |
| E30              | Knooppunt Prins Clausplein (A4/A12) – Den Haag-Zuid (A4/N211)   |
| E312             | Knooppunt Zoomland (A4/A58) – Knooppunt Markiezaat (A4/A58)     |

## Przerwa
Zaczyna się od obwodnicy Rotterdamu, a kończy się w Klaaswaal, gdzie krzyżuje się z autostradą A29, której południowa część będzie miała po rozbudowie zmienioną numerację na A4. Grunt na uzupełnienie tego fragmentu autostrady został zarezerwowany w 2005 roku, ale nie ma na razie planów budowy tego odcinka.